# Bagdad (Polska)
Bagdad – osada w Polsce, położona w województwie wielkopolskim, w powiecie pilskim, w gminie Wyrzysk. Miejscowość wchodzi w skład sołectwa Glesno.
W latach 1975–1998 miejscowość administracyjnie należała do województwa pilskiego.

## Dwór
Atrakcją turystyczną miejscowości jest zabytkowy, neogotycki dwór Chłapowskich herbu Dryja. Parterowy obiekt, kryty dachem dwuspadowym z lukarnami. Od frontu piętrowy pseudoryzalit zwieńczony schodkowym szczytem. W nim główne wejście, umieszczone niesymetrycznie, pod balkonem z kamienną balustradą, podtrzymywanym przez cztery  kolumny doryckie. Po prawej dwupiętrowe (dobudowane) skrzydło.

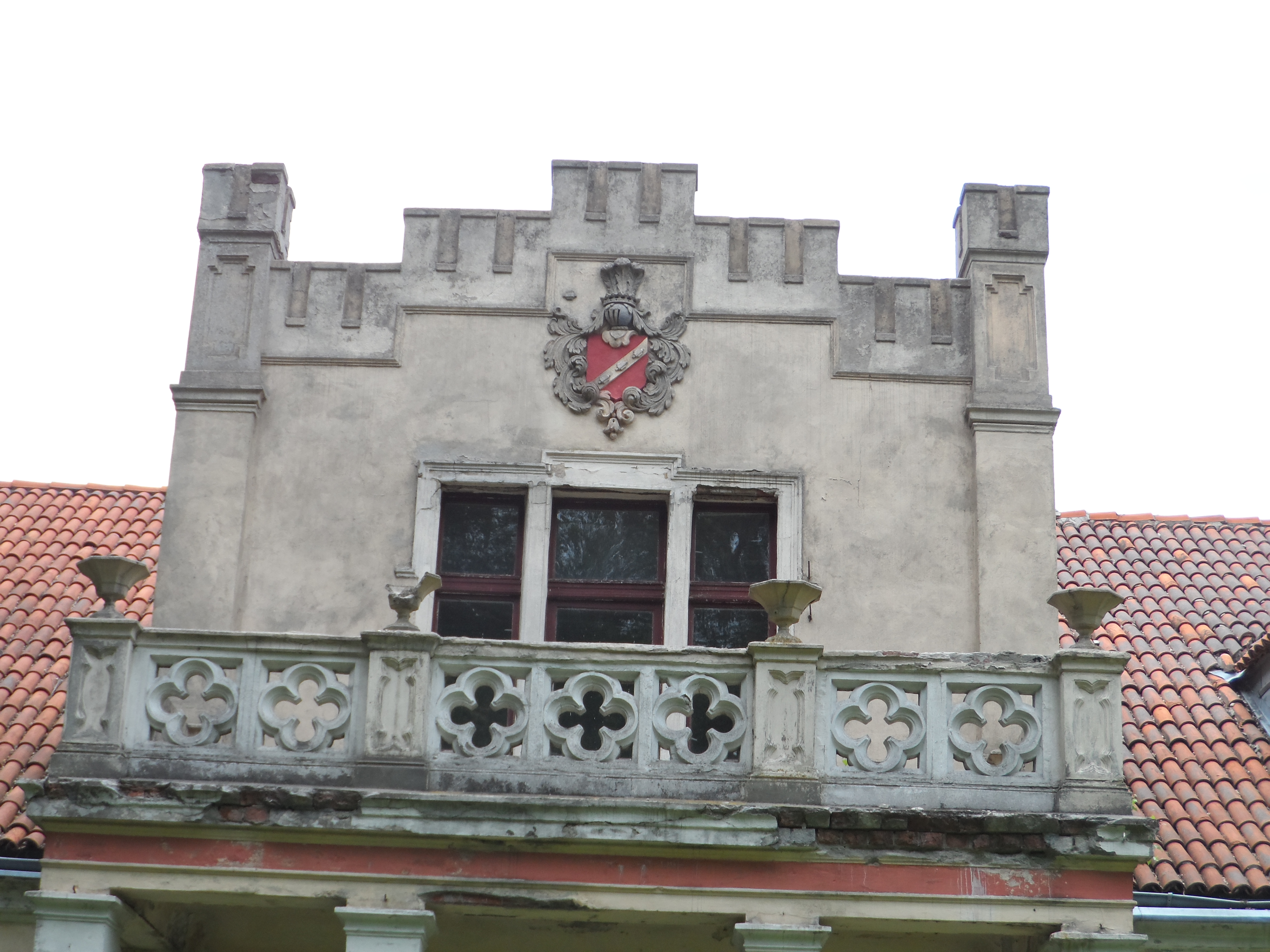
Szczyt z herbem
Herb Dryja

We wsi znajduje się również stadnina. Niegdyś była samodzielną jednostką, obecnie podlega pod Stadninę Koni w Dobrzyniewie.
Bagdad leży na turystycznym szlaku rowerowym Eurorouth-R1, wiodącym z francuskiego Calais do rosyjskiego Królewca.
We wsi znajduje się nowoczesne, zgodne z normami ekologicznymi Unii Europejskiej wysypisko śmieci, oddane do użytku w 1997 roku.
W okresie międzywojennym właścicielem majątku Bagdad był Mieczysław Chłapowski, późniejszy starosta powiatu wyrzyskiego.